# Cariomothis erotylus
Cariomothis erotylus is een vlindersoort uit de familie van de prachtvlinders (Riodinidae), onderfamilie Riodininae.
Cariomothis erotylus werd in 1910 beschreven door Stichel.